# Madelief (voornaam)

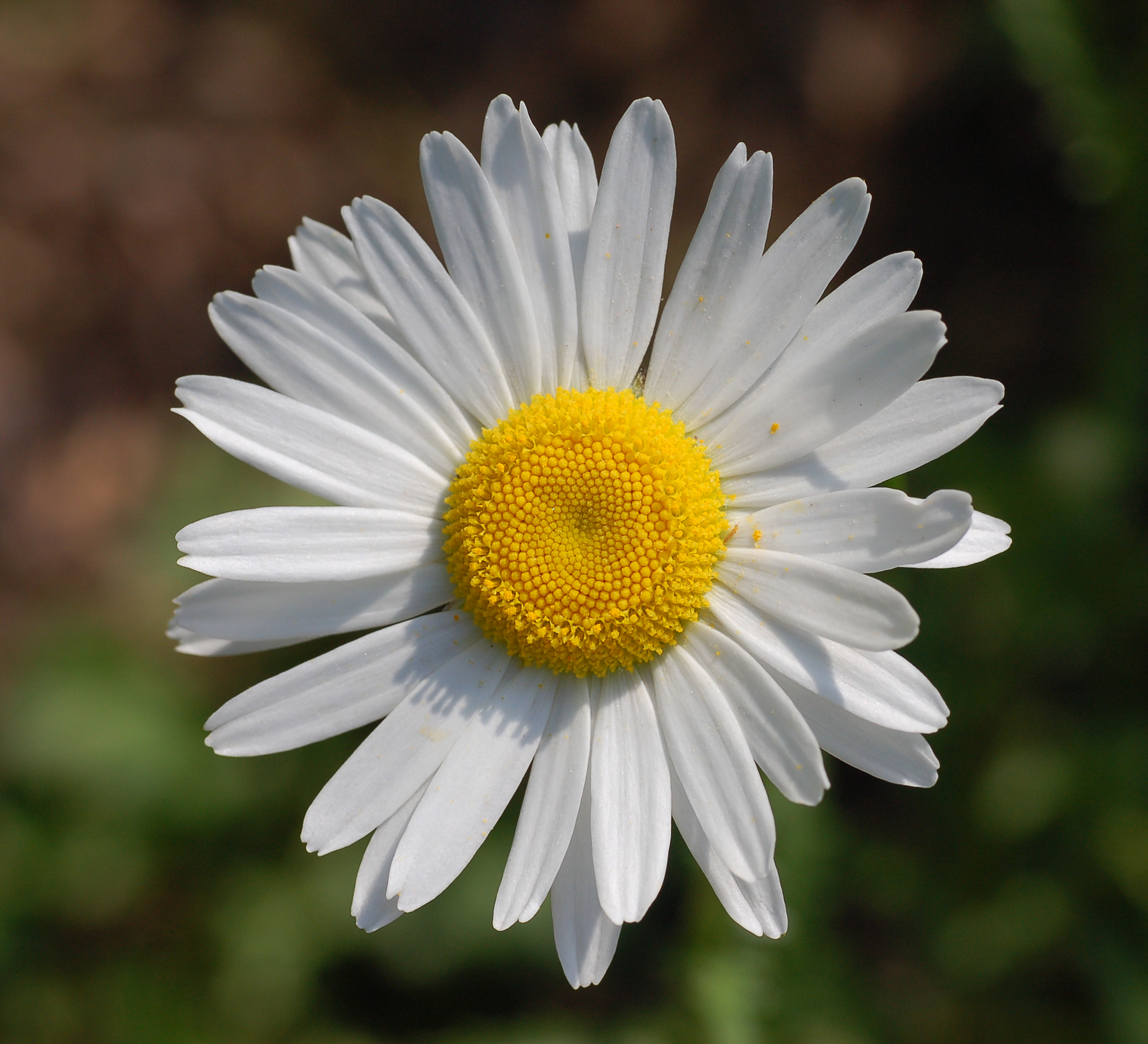

Madelief is een meisjesnaam. De naam verwijst naar de bloem met dezelfde naam, het madeliefje.
Oorspronkelijk kwam in het Engels taalgebied de naam Daisy voor.

## Bekende naamdraagsters
- Madelief Broos (°2004), Nederlandse actrice
- Madelief Blanken (°1989), Nederlandse actrice
- Madelief Verelst (°1986), voormalige Nederlandse actrice, vernoemd naar het boekpersonage en hoofdrolspeelster in de verfilmingen

## Bekende naamdraagsters in de literatuur
- Madelief, hoofdpersoon in Met de poppen gooien van Guus Kuijer (1975), verfilmd in 1994